# Rocca di Papa
Rocca di Papa é uma comuna italiana da região do Lácio, província de Roma, com cerca de 13.182 habitantes. Estende-se por uma área de 40 km², tendo uma densidade populacional de 318 hab/km². Faz fronteira com Albano Laziale, Ariccia, Artena, Castel Gandolfo, Grottaferrata, Lariano, Marino, Monte Compatri, Nemi, Rocca Priora, Velletri.

## Demografia
| Variação demográfica do município entre 1861 e 2011                               |
|                                                                                   |
| Fonte: Istituto Nazionale di Statistica (ISTAT) - Elaboração gráfica da Wikipedia |